# Åsa Bergman
Åsa Bergman er en svensk erhvervsleder. 
Hun er koncernchef for Sweco.
I Danmark er hun bestyrelsesformand for Sweco Danmark.
Bergman er civilingeniør fra KTH.
Det svenske tidsskrift Veckans Affärer erklærede hende i 2019 for den mest magtfulde kvindelige erhvervsleder i Sverige for 2018.